# 南筑軌道
南筑軌道（なんちくきどう）は、九州鉄道（現在のJR九州鹿児島本線）羽犬塚駅から八女郡の中心地である福島町（現在の八女市）を結んだ馬車鉄道及びその事業者である。その後馬力から内燃化し、路線延長して八女郡を東西に横断するようになったが、矢部線が建設されることになり開通を待たずに廃止された。

## 路線データ
- 路線距離：羽犬塚 - 黒木17.18km
- 軌間：914mm = 3ft
- 複線区間：なし（全線単線）
- 電化区間：なし（全線非電化）
- 動力：馬力→内燃

## 歴史
最初に八女郡に鉄道がやってきたのは1891年に開設された九州鉄道羽犬塚駅であり郡の西端部に位置していた。城下町であった福島町や郡の中央にあった黒木町には鉄道建設の計画があったが実現しなかった。1903年地元有志の手により南筑馬車鉄道が設立され（本社は福島町）、同年8月羽犬塚-福島間が開業した。1907年に南筑軌道と改称し第一次世界大戦時には馬が徴発されて一時運休するなどしたが、会社の経営陣は地元の町村長、県会議員、地元の経済人が就いており筑後地方の軌道では筆頭の一割配当をするなど業績は良好であった。1915年には石油発動機関車に動力を変更をし輸送力を増強した。1920年に増資し軌条を交換し曲線の緩和など工事をして速度向上を図った。さらに1923年に黒木軌道を合併し八女郡を東西に横断するようになった。また後ノ江 - 久留米間及び羽犬塚 - 船小屋間（船小屋温泉の湯治客を目当てとした）の延長、水力発電所を建設し電気鉄道への転換をはかることなどを計画したが実現しなかった。
一方1926年からおこなっていた陳情によりようやく矢部線の建設が決定し1936年度着工1941年完成と決まったが戦争の影響によりすぐに工事が中止となった。これに対し南筑軌道では金属回収による鉄価高騰を機会に軌道の廃止を決定。沿線町村長の廃止延期の陳情もあったが1940年6月に廃止となり、自社でのバス運行に転換されたが、1942年に堀川自動車（現・堀川バス）に買収された。
- 1902年8月7日 - 軌道敷設特許[2]。
- 1903年6月22日 - 南筑馬車鉄道株式会社設立[2]。
- 1903年8月8日 - 羽犬塚 - 福島間開業[2]。
- 1903年12月1日 - 福島 - 山内間開業[2]。
- 1907年 - 南筑軌道に改称。
- 1915年 - 内燃化[3]。
- 1916年5月6日 - 黒木軌道により川崎村（山内）- 黒木間開業[2]。
- 1923年3月15日 - 黒木軌道と合併[4]。
- 1940年6月24日 - 廃止[5]。

現在は堀川バスの羽矢線がほぼ同じルートを通っている。

### 黒木軌道
1911年5月11日発起人隈本勝三郎ほか六名の連署により軌道敷設の願いが県に提出され、1912年10月11日に許可された。1914年5月21日黒木軌道株式会社を設立し本社を豊岡村（黒木町）に置いた。1916年5月黒木 - 山内間が開業し、当初から石油発動機関車を使用した。その後南筑軌道と相互乗り入れするようになった。

## 運行状況
黒木軌道と合併時には羽犬塚 - 黒木間を2時間以上かかっていた。原因は馬車軌道時代の細い軌条と急曲線であり、その後改良により80-90分に短縮され、30-60分間隔になった。なお同社は乗合自動車も運行しており同じ区間を50分で結んでいた。
貨物は材木、電柱、木炭、和紙、提灯、竹皮、米麦を輸送していた。

### ダイヤ・運賃
- 明治後期　1日9往復
- 羽犬塚-福島間　特等14銭、並等9銭

## 輸送・収支実績
| 年度 | 輸送人員（人） | 貨物量（トン） | 営業収入（円） | 営業費（円） | 営業益金（円） | その他益金（円） | その他損金（円）        | 支払利子（円） |
| ---- | -------------- | -------------- | -------------- | ------------ | -------------- | ---------------- | ----------------------- | -------------- |
| 1908 | 227,632        | 12,822         | 20,667         | 14,812       | 5,855          | 364              | 55                      |                |
| 1909 | 236,877        | 7,599          | 21,377         | 14,587       | 6,790          | 196              | 11                      |                |
| 1910 | 230,998        | 9,543          | 20,932         | 13,289       | 7,643          | 利子341          |                         | 30             |
| 1911 | 236,242        | 1,311          | 21,372         | 15,209       | 6,163          | 利子342          |                         |                |
| 1912 | 253,347        | 1,460          | 23,033         | 16,460       | 6,573          | 375              |                         |                |
| 1913 | 254,493        | 1,538          | 21,760         | 18,411       | 3,349          | 利子523          |                         |                |
| 1914 | 279,312        | 1,868          | 21,975         | 17,209       | 4,766          | 利子459          |                         |                |
| 1915 | 282,553        | 7,778          | 25,643         | 20,588       | 5,055          | 利子199          |                         | 360            |
| 1916 | 362,532        | 11,597         | 32,791         | 26,318       | 6,473          |                  |                         |                |
| 1917 | 423,130        | 15,426         | 41,531         | 30,446       | 11,085         |                  |                         |                |
| 1918 | 514,567        | 18,606         | 57,006         | 49,846       | 7,160          |                  |                         |                |
| 1919 | 576,395        | 12,686         | 84,098         | 73,458       | 10,640         |                  |                         |                |
| 1920 | 487,746        | 19,240         | 92,350         | 86,949       | 5,401          |                  |                         |                |
| 1921 | 642,612        | 26,525         | 117,461        | 93,945       | 23,516         |                  |                         |                |
| 1922 | 787,054        | 30,147         | 154,218        | 115,316      | 38,902         |                  |                         |                |
| 1923 | 719,036        | 30,037         | 158,230        | 120,559      | 37,671         |                  | 償却金10,000            | 220            |
| 1924 | 653,078        | 32,667         | 157,967        | 120,139      | 37,828         | 他事業1,506      | 他事業1,668償却金10,000 |                |
| 1925 | 626,671        | 26,250         | 142,447        | 106,528      | 35,919         | 他事業7,311      | 他事業6,026償却金7,000  |                |
| 1926 | 581,655        | 26,618         | 135,213        | 103,366      | 31,847         | 4,479            | 償却金9,000             |                |
| 1927 | 580,541        | 16,580         | 121,291        | 90,720       | 30,571         | 2,758            | 償却金5,000             |                |
| 1928 | 562,188        | 11,016         | 103,514        | 80,900       | 22,614         | 自動車2,641      | 償却金3,000             |                |
| 1929 | 428,030        | 9,842          | 69,246         | 52,943       | 16,303         | 自動車7,412      | 償却金3,030             |                |
| 1930 | 407,886        | 8,542          | 60,102         | 49,066       | 11,036         | 自動車9,546      | 償却金4,000             |                |
| 1931 | 438,456        | 6,239          | 48,826         | 36,129       | 12,697         | 自動車4,229      | 償却金3,500             |                |
| 1932 | 437,597        | 6,145          | 46,699         | 37,533       | 9,166          | 自動車2,369      | 償却金3,427             |                |
| 1933 | 430,524        | 5,819          | 47,454         | 43,891       | 3,563          |                  | 償却金3,170自動車318    |                |
| 1934 | 452,537        | 6,817          | 52,523         | 45,467       | 7,056          | 自動車8,613      | 償却金9,838             |                |
| 1935 | 456,091        | 6,706          | 49,575         | 44,501       | 5,074          | 自動車7,467      | 償却金4,236             |                |
| 1936 | 494,768        | 7,093          | 58,645         | 42,903       | 15,742         |                  | 償却金3,000自動車25     |                |
| 1937 | 500,010        | 7,760          | 52,495         | 49,546       | 2,949          | 自動車6,386      | 償却金1,400             |                |

| 年度 | 輸送人員（人） | 貨物量（トン） | 営業収入（円） | 営業費（円） | 営業益金（円） | その他益金（円） | その他損金（円） | 支払利子（円） |
| ---- | -------------- | -------------- | -------------- | ------------ | -------------- | ---------------- | ---------------- | -------------- |
| 1916 | 112,949        | 5,623          | 11,342         | 12,788       | ▲ 1,446        |                  |                  |                |
| 1917 | 121,736        | 7,625          | 17,954         | 16,587       | 1,367          |                  |                  |                |
| 1918 | 142,087        | 9,125          | 23,226         | 24,669       | ▲ 1,443        |                  |                  | 780            |
| 1919 | 292,045        | 9,150          | 33,431         | 32,750       | 681            |                  |                  |                |
| 1920 | 121,824        | 12,775         | 34,486         | 34,233       | 253            |                  |                  |                |
| 1921 | 110,040        | 12,005         | 33,681         | 38,134       | ▲ 4,453        |                  |                  |                |

- 鉄道院年報、鉄道院鉄道統計資料、鉄道省鉄道統計資料、鉄道統計資料、鉄道統計各年度版

## 車両
開業時は客車9両（特等車2、並等車7）、貨車6両、馬15頭だった。1915年に馬匹牽引から内燃動力に切り替えるべく筑後軌道より石油発動機関車を譲り受け客車や貨車を原則1両牽引した。1930年になると中古のガソリン機関車（アメリカミルウォーキー製）1両を購入し貨物輸送に使用した。1932年度の所有車両は機関車20両、客車20両、貨車19両、乗合自動車12台。また1934年内燃動車を導入し、廃線になった柳河軌道から内燃動車1両を購入。1936年には自社で2両を客車から改造した。
廃止後客車4両が十勝鉄道で再起した。（十勝鉄道コホハ41 - 44  44はさらに歌登町営軌道に譲渡された）

## 停留場一覧
羽犬塚 - 山ノ井 - 長浜 - 鵜池（うのいけ） - 蒲原（かまはら） - 下福島 - 福島 - 鈍土羅（どんどら） - 後ノ江（ごのえ） - 井延 - 忠見 - 上山内（後に山内） - 長野 - 犬山 - 湯辺田（ゆべた） - 内ノ城 - 田本 - 上本分 - 大ノ原 - 中籠（なかごもり） - 黒木
- 合併前の1921年時点では山内と上山内両停留場とも存在しており、山内停留場が接続停留場[9]上山内停留場が黒木軌道所属となっている[10]